# Fête de Hambach

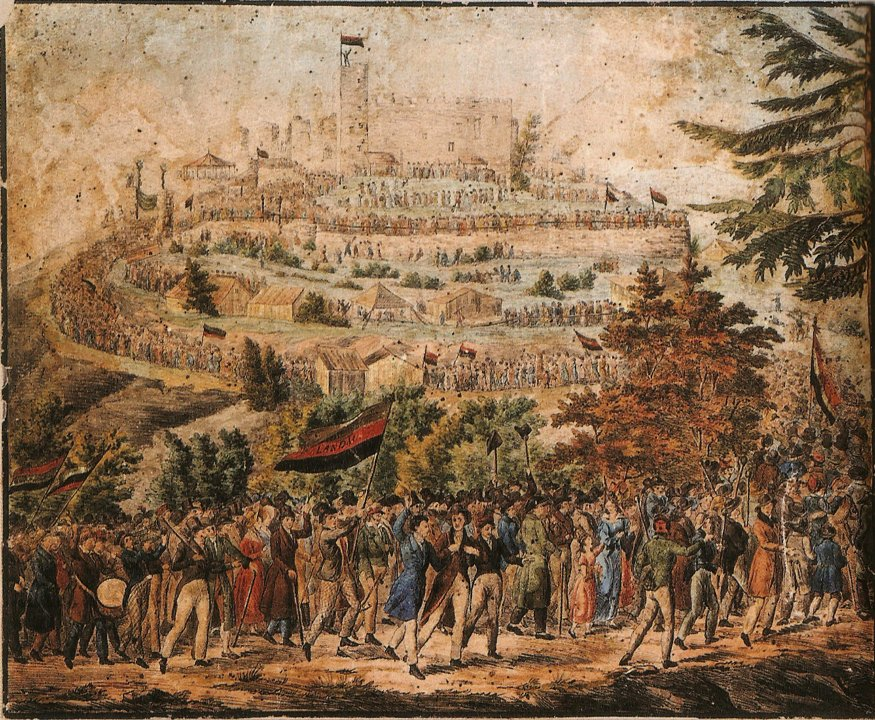
Défilé en direction du château de Hambach en 1832 avec le drapeau "noir-rouge-or" renversé

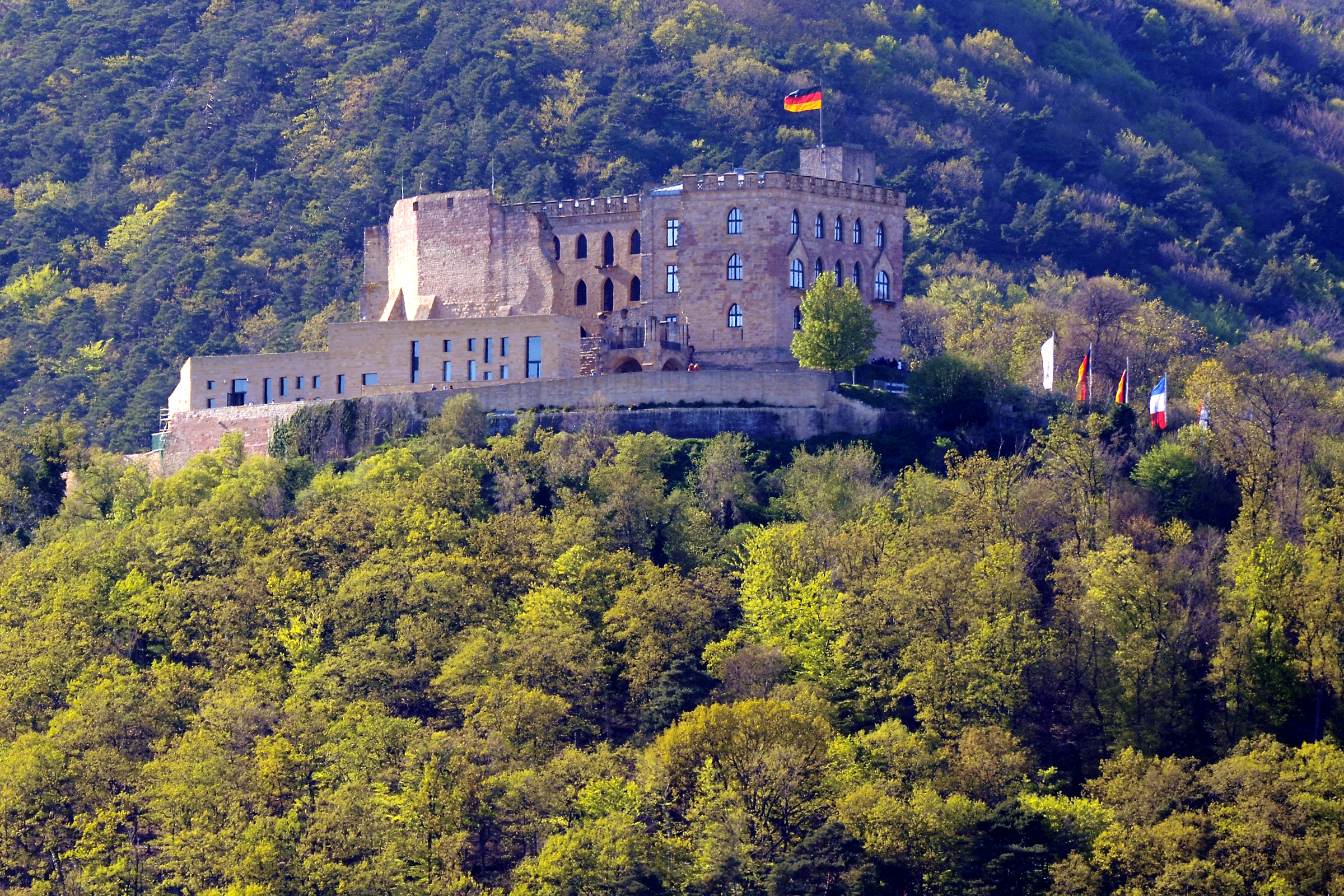
Château de Hambach de nos jours

La fête de Hambach est une manifestation de masse qui eut lieu du 27 au 30 mai 1832 au château de Hambach situé dans la ville de Neustadt an der Haardt (aujourd'hui Neustadt an der Weinstraße). En pleine restauration, elle fait figure de temps fort pour l'opposition bourgeoise libérale de l'époque. Le choix d'organiser la manifestation dans le Palatinat rhénan vient du fait que la population locale était insatisfaite vis-à-vis du royaume de Bavière qui dominait la région depuis le congrès de Vienne en 1815.
Lors de la fête, des appels à l'unité allemande, à la liberté et à la démocratie furent lancés.
Elle prend place dans une suite d'événements du Vormärz avec la fête de la Wartbourg en 1817, l'insurrection polonaise de novembre 1830, la révolution belge la même année, puis par la suite la Frankfurter Wachensturm, qui menèrent à la révolution de mars 1848.

## Contexte
Après l'invasion de la région rhénane par les armées révolutionnaire française dans les années 1790, la région du palatinat est intégrée à la Première République française. Après la chute de Napoléon en 1815, la région est attribuée au royaume de Bavière lors du congrès de Vienne. L'administration locale devient donc bavaroise, mais les acquis de la révolution française sont partiellement conservés, ce qui mène à des conflits juridiques dans de nombreux cas. La population locale est d'ailleurs fortement imprégnée des idées révolutionnaires. Par la suite, les droits de douane et les impôts sont augmentés ce qui pénalise l'économie locale et appauvrit la population.
La révolution de juillet en France donne naissance dans son sillage à de nombreuses émeutes et révolutions en Europe. Le Palatinat est également touché et les idées nationalistes et démocratiques représentées par l'opposition politique locale se diffusent et sont portées par la population. La fête de Hambach représente la manifestation la plus nette de ce mouvement.

## La fête

### Formation de l'association allemande pour la presse et la patrie
En 1830, la censure est renforcée en Palatinat. En réaction contre cette interdiction d'imprimer, les journalistes Philipp Jakob Siebenpfeiffer et Johann Georg August Wirth (de) fondent en février 1832 l'association allemande pour la presse et la patrie (de) (Deutscher Preß- und Vaterlandsverein en allemand). Le député et avocat Friedrich Schüler en prend la présidence. Ensemble ils organisent le 27 mai 1832 une fête populaire dans la ville de Neustadt an der Haardt, les rassemblements politiques sont en effet interdits par les autorités bavaroises. Le président du district rhénan Ferdinand von Andrian-Werburg interdit tout d'abord la tenue de la fête mais devant les lettres de protestation des villes de la région et les démarches juridiques de Schüler et Savoye, il est contraint de lever l'interdiction. La fête se déroule sur la colline du château, dans le hameau de Hambach.

### Protagonistes

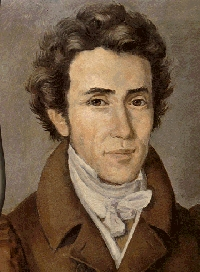
Philipp Jakob Siebenpfeiffer, peinture de Helmut Collmann (1918–1996)
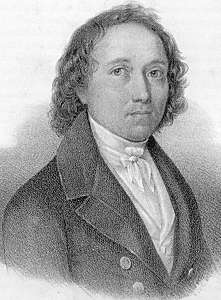
Johann Georg August Wirth (de)
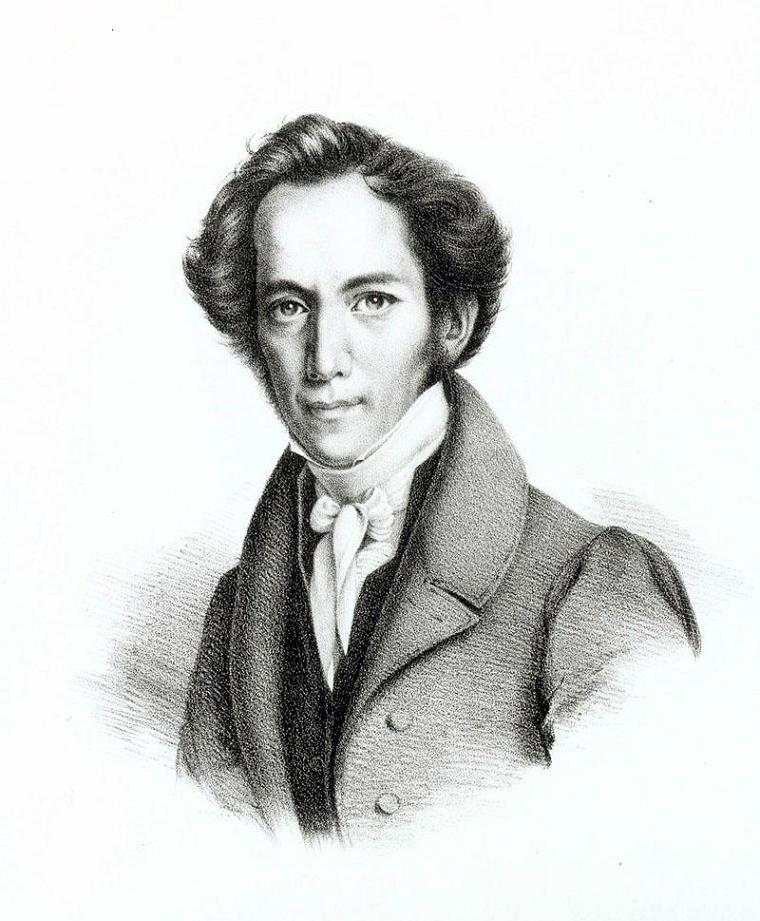
Friedrich Schüler
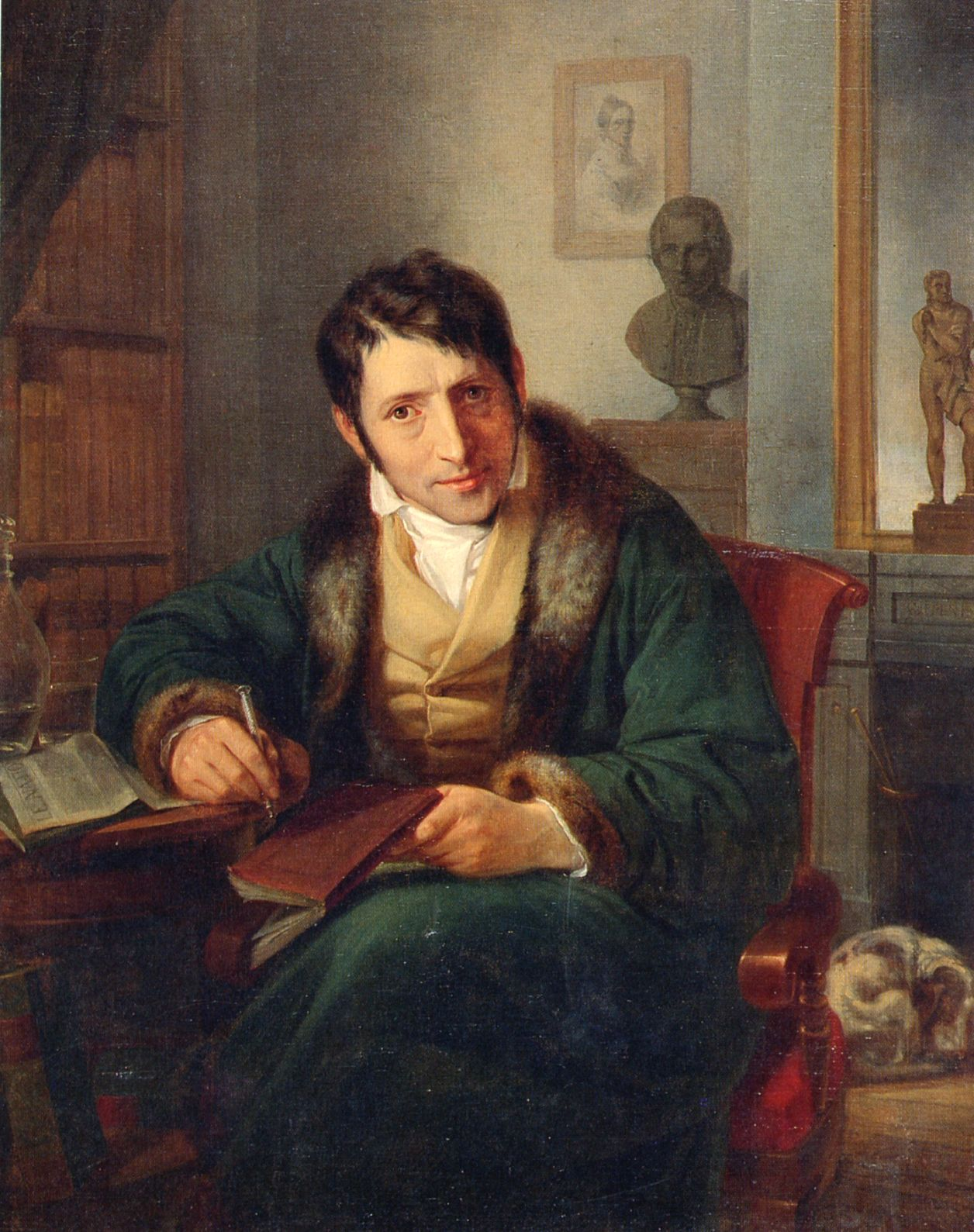
Ludwig Börne, peinture de Moritz-Daniel Oppenheim (1827)

### Défilé vers le château
Environ 30 000 personnes participent à la fête. Parmi eux des étudiants, des bourgeois, des Français et des Polonais,. Ils forment un cortège démarrant de la ville Neustadter sur la place du marché pour se rendre au château éloigné de 4 km. De nombreuses femmes prennent également part au défilé, à ce propos Siebenpfeiffer déclare :
« Femmes et jeunes femmes allemandes, dont la non prise en compte politique par l'ordre européen est une erreur et une tâche, vous enjolivez et égayez le rassemblement de votre présence ! ».
Son discours inaugural au château est le suivant :
« Vive l'Allemagne libre et unie ! Longue vie à la Pologne avec les Allemands en allié ! Vivent les Français, les frères allemands, à qui notre nationalité et notre indépendance est chère ! Vivent tous les peuples qui brisent leurs chaînes et joignent avec nous l'alliance de la liberté ! Pour la patrie, le peuple, et l'amitié des peuples hourra ! »,.
Les principales revendications concernent la liberté, qu'elle soit de réunion, d'opinion, les questions de citoyenneté, l'unité nationale, un nouvel ordre en Europe basé sur l'égalité entre peuples, la souveraineté des peuples et la tolérance religieuse.
À la fête de Hambach apparaissent en grand nombre les drapeaux tricolores « noir-rouge-or », symbole de liberté, d'unité et de droit des citoyens. Ces drapeaux sont déjà répandus dans les Burschenschaft depuis la fête de la Wartbourg.
Le drapeau principal de la fête est porté par Johann Philipp Abresch (de), originaire de Neustadt, il porte l'inscription « Deutschlands Wiedergeburt » soit « renaissance de l'Allemagne ». Ce drapeau originel de 1832 est aujourd'hui conservé au musée du château de Hambach. Ces revendications pour une Allemagne démocratique sont dirigées contre la Sainte-Alliance constituée par les puissances conservatrices que sont la Russie, l'Autriche et la Prusse.

### Rassemblement dans Neustadt
Le 28, les meneurs des mouvements démocrates et libéraux se rencontrent à la Schießhaus de Neustadt afin de décider de la suite à donner aux événements,.
Le journaliste Carl Ludwig Börne, qui est invité à la réunion, décrit dans une lettre la ville envahie d'étudiants venant de Heidelberg voulant la renaissance de l'Allemagne.
Lors de la réunion les représentants des Burschenschaften réclament la formation immédiate d'un gouvernement provisoire et l'organisation d'une révolution armée à une date prédéfinie. Siebenpfeiffer refuse catégoriquement, Wirth plaide pour la constitution d'une opposition politique organisée en transformant l'association allemande pour la presse et la patrie en organisation politique. La majorité des personnes présentes soutiennent ces derniers.
Les membres de l'association allemande pour la presse et la patrie considèrent qu'une révolte ne mènerait à rien, une opinion qui est par la suite confirmée par les événements du Frankfurter Wachensturm. Schüler use de son charisme pour éviter la rupture entre étudiants et membres de l'association en ne refusant pas la révolte mais en exigeant de plus amples préparatifs. Le journaliste Heinrich Heine, quand les nouvelles de Hambach lui arrive, critique cette apparente inaction :
« Pendant les jours de la fête de Hambach, avec un peu de vision, on avait de bonne chance de succès si on avait essayé de se faire soulever l'Allemagne. Ces jours étaient les derniers rendez-vous que la déesse de la liberté nous avait laissés... »

## Conséquences

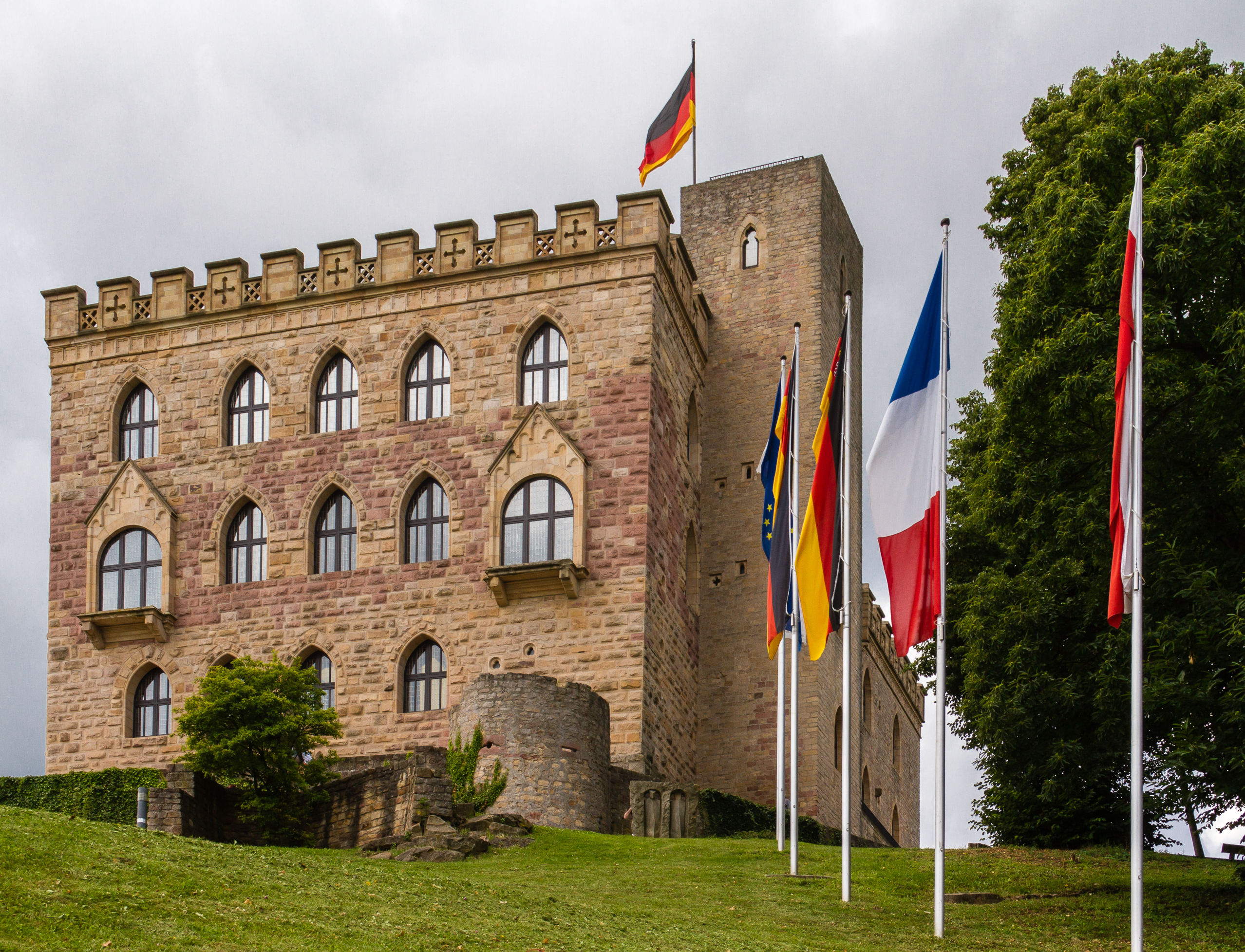
Le château vu du nord-est

Les conséquences directes de la fête sont les poursuites entreprises par l'administration contre les meneurs du mouvement de la Vormärz. Une cour d'assise exceptionnelle est créée à  Landau en 1833 pour juger les 13 inculpés. Le procès qui se déroule du 29 juillet au 16 août décide de remettre en liberté les accusés. Cette décision est portée en appel devant le tribunal de police (de) de Deux-Ponts et de Frankenthal à cause de suspicion de parjure,,.
Les étudiants décident tout de même d'employer la force pour imposer leurs idées ce qui mène à l'échec de la tentative de l'attaque de la garde à Francfort-sur-le-Main en 1833.
La confédération germanique renforce la répression de 1832 à 1834 : les démocrates et libéraux sont emprisonnés, les libertés de presse et de réunion encore restreintes, les universités plus contrôlées. Siebenpfeiffer et Wirth fuient en Suisse, tout comme bien d'autres membres de l'opposition,.
La révolution de mars de 1848 fait renaître le mouvement républicain et permet à ceux-ci d'imposer partiellement leurs vues. La défaite finale de celle-ci conduit toutefois à une nouvelle phase de restauration. L'unité allemande, réclamée à Hambach, ne se fait qu'en 1871 « par le haut » sous l'impulsion du chancelier prussien Otto von Bismarck. Toutefois la solution petite-allemande qui est choisie exclut les Allemands présents en Autriche, tout en incluant des populations non allemandes comme les Polonais. Le rêve d'un État-nation n'est donc que partiellement atteint.

## Reliques
Des drapeaux, une presse et des coupures de journaux de l'époque sont exposés au château de Hambach. Un autre drapeau se trouve dans la salle plénière du Landtag de Rhénanie-Palatinat à Mayence. La grande salle du tribunal de Karlsruhe possède également un drapeau authentique.

## Sources

### Ouvrages papier
- (de) Peter Burg, Der Wiener Kongreß, Der Deutsche Bund im europäischen Staatensystem, Munich, Deutscher Taschenbuch Verlag, coll. « Deutsche Geschichte der neuesten Zeit », 1984, 200 p. (ISBN 3-423-04501-9), p. 32-50